# Houlbec-Cocherel
Houlbec-Cocherel è un comune francese di 1 401 abitanti situato nel dipartimento dell'Eure nella regione della Normandia.

## Storia
Nei pressi di questa località il 16 maggio 1364, nel corso della guerra dei cent'anni, ebbe luogo la battaglia di Cocherel, combattuta fra le truppe francesi, guidate da Bertrand du Guesclin, e le truppe anglo-navarrine, guidate da Giovanni III di Grailly; la vittoria arrise ai francesi, che catturarono anche il comandante avversario Giovanni III di Grailly.

## Società

### Evoluzione demografica
Abitanti censiti